# ECOstyle
ECOstyle er en nederlandsk kemigrossist, der sælger miljøvenlig kemi til hus og have. De har hovedkvarter i Oosterwolde, Leeuwarden, hvor ECOstyle blev grundlagt af Jan Zwart i 1967. Virksomhedens produkter inkluderer planteernæring og planteværn. Produkterne sælges til detailhandel i Holland, Belgien og Danmark.